# Karl Franz (Mediziner)
Karl Veit Franz (* 6. April 1870 in Arnstein (Unterfranken); † 24. September 1926 in Berlin) war ein deutscher Gynäkologe.

## Leben
Franz studierte an der Julius-Maximilians-Universität Würzburg Medizin. 1891 wurde er im Corps Bavaria Würzburg recipiert. 1894 wurde er in Würzburg zum Dr. med. promoviert. Noch im selben Jahr wurde er als wissenschaftlicher Assistent am Anatomischen Institut der Universität Zürich angestellt. In der Schweiz machte Franz 1899 die Bekanntschaft mit Ernst Bumm. Mit ihm ging er im Winter 1899/1900 an die Frauenklinik der Friedrichs-Universität Halle. Als 1904 Bumm den Ruf der Charité annahm und nach Berlin ging, nahm er Franz als Leiter der Gynäkologischen Poliklinik und der Hebammenschule mit. 1904–1910 fungierte Franz als Ordinarius der Universität Jena. Ende 1910 kehrte er als Nachfolger Bumms an die Frauenklinik der Charité zurück. Franz forschte und arbeitete auf dem Gebiet der operativen Gynäkologie. Er entwickelte u. a. eine Methode des Einsetzens eines Harnleiters in die Blase. Er war Schwiegersohn des Gynäkologen Hermann Fehling und Vater des Münchener Arztes Wolfgang Franz (* 1906).

## Werke
- Gynäkologische Operationen. 1925

## Herausgeber
- Archiv für Gynäkologie.
- Jahresberichte über die Fortschritte auf dem Gebiete der Geburtshilfe.